# Jan Šmíd
Jan Šmíd (* 4. ledna 1965 Pelhřimov) je český novinář a publicista, dlouholetý zahraniční zpravodaj Českého rozhlasu a České televize ve Francii.

## Novinářská tvorba
Vystudoval Fakultu sociálních věd Univerzity Karlovy. Absolvoval stáže v USA a v britské BBC. V letech 1991 až 1998 byl zpravodajem Českého rozhlasu v USA. V letech 1999 až 2000 byl šéfredaktorem Nedělních Novin a v letech 2006 až 2018 stálým zpravodajem Českého rozhlasu ve Francii.
Od roku 2018 je stálým zpravodajem České televize ve Francii, na tomto postu vystřídal Petra Zavadila. Vytváří také reportáže pro cestovatelský magazín Objektiv.

## Knižní tvorba
Sepsal životopis nazvaný Jaromír Jágr - Z Kladna do Ameriky a jeho pokračování s názvem Jaromír Jágr - Má léta v Pittsburghu. Když byl zpravodajem ČRo v USA, vydal knihu Tenkrát v Americe. Je také autorem řady literárně-turistických průvodců o Francii, které publikoval převážně jako sérii nazvanou Obrázky z…
- 1995 – Jaromír Jágr – Z Kladna do Ameriky
- 1998 – Tenkrát v Americe
- 2000 – Obrázky z Provence
- 2001 – Jaromír Jágr – Má léta v Pittsburghu
- 2002 – Obrázky z Normandie
- 2003 – Obrázky z Bretaně
- 2004 – Obrázky z Korsiky
- 2005 – Obrázky z Paříže
- 2007 – Obrázky z Burgundska
- 2008 – Obrázky z Provence (2.vydání)
- 2008 – Obrázky z Provence podruhé